# 特装車
特装車（とくそうしゃ）とは、自動車メーカーが生産し、有効な「完成検査修了証」が添付された自動車（完成車）に対し、特定の用途や目的の為に部品や装置を取付けたり、ボディやシャシに対して改造を加えられたものを指す。

## 商用車
商用車においては、貨物自動車やトラックのシャーシの上に、一般的な屋根のない荷台（平ボデー）ではなく、多種多用途な装備を架装したりマイクロバスを改造した自動車のこと等を指す。
具体的にはアルミバン・冷凍冷蔵車・キャリアカー・タンクローリー・コンクリートミキサー・クレーン車などが挙げられるが、
これらの車両は、自動車メーカーにおいて製造された「運転台（キャビン）と車枠（シャシー）のみ、いわゆるキャブシャシー」の状態で架装メーカーに納入され、ユーザーが希望する用途に応じた装備の設計・製作・取付加工を施し、改造車検を通した上でユーザーに引き渡されるのが通常である。
特装車は新車のキャブシャシーに架装されるのが一般的であるが、事故等で廃車となった車両から取り外された荷台を別の中古車の荷台を取り外した上に架装する・使用過程車の特殊な荷箱を降ろして新車に架装する「再架装」、使用中の平ボディトラックにキャブバッククレーンを新規架装するといった「追架装・二次架装」も少なからず存在する（この場合も改造車検となる）。

## 乗用車
完成車に対し自動車メーカー、あるいは自動車メーカー系の架装メーカーによって、専用エアロパーツやエンジン、サスペンション等への換装、ボディの改造が施されて販売される車両についても、自動車メーカーでは特装車として扱う事がある。また、高齢者や体の不自由な人向けの福祉車両に改造される車両も特装車の範疇に入る。

## その他
商用車の特装車は、需要の殆どが特定の仕様に集中する冷凍・冷蔵車やキャリアカー、クレーン車など、自動車メーカーによってある程度仕様を設定しカタログモデル化されているものもある。

カタログモデル化することで、メーカーからは半完成車として出荷でき納期短縮が可能となる、架装メーカーも量産効果が見込めることから価格の低廉化が可能となるなど、購入するユーザーのメリットも多い。
しかし、顧客から設定外の仕様を求められる場合もあり、あらゆる仕様を自動車メーカーがカタログモデル化することは非現実的である。

近年ではこれまで架装メーカーで改造を行っていた部分を含め、自動車メーカーの生産工場で標準車と同じライン上で生産する（つまり、生産工場を出荷後に架装メーカーによる改造を必要としない）ケースもある。
また予め自動車メーカー側で下記の様な架装に適したシャシを生産している。

- ダンプカー用（ホイールベースが短く最低地上高が高い2デフシャシ）
- コンクリートミキサー車用（ダンプシャシーにフライホイールPTO付き）
- タンクローリー用（運転台が低く車両前方に飛び出している前2軸・後1軸の高床シャシーでリアオーバーハングが短い）
- 冷凍冷蔵車用（冷凍機架装の為にシャシー側面の片一方が空けられており大容量の燃料タンクを複数装備）
- 高所作業車用（走行安定性向上のためワイドトレッド化するため、標準キャビン車にワイドキャビン車用の車軸が取り付けられている）
- 消防車用（総輪駆動・オートマチック・ダブルキャブ・フルパワーPTO付きシャシ）
- 救急車用（スーパーロングワイドボディ・専用ハイルーフ・専用サスペンション等）
- キャンピングカー用[注 3]（専用シャシ・専用サスペンション等）

これらの特装ベースシャシーを流用し、メーカーの想定とは異なる架装が行われることもある。

## 主なメーカー

### 自動車メーカー系

#### トヨタ自動車・ダイハツ工業
- トヨタカスタマイジング&ディベロップメント（旧：トヨタテクノクラフト）
- トヨタ車体

#### 日産自動車
- 日産モータースポーツ&カスタマイズ（旧：オーテックジャパン）
- 日産車体
  - オートワークス京都

#### マツダ
- マツダE&T

#### 三菱自動車工業
- 三菱自動車ロジテクノ
- 丸文 - 岡山県倉敷市の企業。

#### ホンダ
- ホンダオートボディー

#### スバル（旧・富士重工業）
- 桐生工業 - 主にスバルブランド車の架装や富士重工業で行ってきたバス車体架装車のアフターサービスを行う。

#### いすゞ
- いすゞ車体

#### 日野自動車
- トランテックス

#### 三菱ふそう
- パブコ
- 三菱ふそうバス製造

#### その他
- ジェイ・バス - 旧・日野車体工業のバス製造部門といすゞバス製造との合併。
- 富士重工業（現・SUBARU） - バス車体架装及び塵芥車の生産を行っていたが現在はいずれも終了。塵芥車事業については新明和工業へ譲渡。

### 架装車体製造メーカー
- 飛鳥特装
- 新明和工業
  - 東邦車輛 - 前身は東急車輛製造から分社化された東急車輛特装で、東急車輛製造の廃業に伴い新明和工業に譲渡。
- 極東開発工業
- モリタ
  - モリタエコノス
- タダノ
- 加藤製作所
- 古河ユニック
- アイチコーポレーション
- 花見台自動車
- 日本車輌製造
- 矢野特殊自動車
  - アルナ矢野特車 - アルナ工機の特装車事業を継承。
- 日本トレクス
- 東プレ
- 小平産業
- 山田車体工業 - ヤマダボデー
- 日本フルハーフ
- 北村製作所
- 須河車体
- 浜名車両コーポレーション
- 相互車輌
- 昭和飛行機工業
- 浜名ワークス
- 名自車体
- 京成自動車工業
- 東京特殊車体
- 城東特種自工
- イズミ車体製作所
- 坪井特殊車体
- 富士車輌
- カヤバ
- 宇部特装車
- 日本機械工業
- 帝国繊維
- ジーエムいちはら工業
- 日本ドライケミカル
- 吉谷機械製作所
- 札幌ボデー工業
- 自動車精工
- タケクラフトコーポレーション
- トノックス
  - ワイ・エンジニアリング
  - ヤナセテック
- 中京車体工業
- 小川ポンプ工業
- いそのボデー
- ヤシカ車体
- 東洋車輌
- 細谷車体工業
- 赤城車体工業
- 犬塚製作所
- 協和機械製作所
- 野口自動車
- 新和技研
- 東洋ボデー

#### その他
- エスマック - 建設現場向け高所作業車の架装を行っていた。2009年11月27日、破産手続開始申立。
- 西日本車体工業 - 2010年10月、会社解散。